# Thỏ vằn Sumatra
Thỏ vằn Sumatra (danh pháp hai phần: Nesolagus netscheri) là một loài động vật có vú trong họ Leporidae, bộ Thỏ. Loài này được Schlegel mô tả năm 1880.

## Mô tả
Thỏ vằn Sumatra thường dài khoảng 40 cm (1 ft, 4 in), có đuôi dài 17mm. Nó là màu đen với các sọc màu nâu, với một cái đuôi và mông màu đỏ, và mặt dưới màu trắng. Lông của chúng mềm và dày, được bao phủ bởi lông ngoài dài và thô hơn.

## Mối đe dọa
Các khu rừng mà loài này đang sống đang bị phát quang để lấy gỗ, chè, trồng cà phê, và chỗ ở con người. Sự gia tăng bất thường của những người nhập cư đến từ các hòn đảo của Indonesia của Java cũng đã tăng tỷ lệ biến mất của môi trường sống của loài này.